# Playoffs du championnat de France de basket-ball 2019-2020
Pour un article plus général, voir Championnat de France de basket-ball de Jeep Élite 2019-2020.
Navigation
Playoffs 2019 Playoffs 2021
Les playoffs du championnat de France de Jeep Élite opposent à l'issue de la saison régulière les huit meilleures équipes du championnat. Ils se déroulent en trois tours (quarts de finale au meilleur des trois matchs, puis demi-finales et finale au meilleur des cinq matchs). Le vainqueur est couronné champion de France.
L'édition 2020 fait suite à la saison régulière 2019-2020, du 13 mai au 12 juin 2020.

## Formule

### Règlement[1]
| Match | Quarts de finale                    | Demi-finales                        | Finale                              |
| ----- | ----------------------------------- | ----------------------------------- | ----------------------------------- |
| 1     | Meilleur bilan en saison régulière  | Meilleur bilan en saison régulière  | Meilleur bilan en saison régulière  |
| 2     | Moins bon bilan en saison régulière | Meilleur bilan en saison régulière  | Meilleur bilan en saison régulière  |
| 3     | Meilleur bilan en saison régulière  | Moins bon bilan en saison régulière | Moins bon bilan en saison régulière |
| 4     | -                                   | Moins bon bilan en saison régulière | Moins bon bilan en saison régulière |
| 5     | -                                   | Meilleur bilan en saison régulière  | Meilleur bilan en saison régulière  |

Les huit meilleures équipes de la saison régulière sont qualifiées pour les playoffs de Jeep Élite. La compétition se déroule en trois tours (quarts de finale, demi-finales et la finale).
Les quarts de finale se déroulent au meilleur des trois manches. Si une équipe mène la série 2 à 0, le troisième match n'est pas disputé. Les demi-finales et la finale se jouent au meilleur des cinq manches. Les matchs 4 et 5 sont disputés uniquement si nécessaire.
Le tableau des playoffs est défini suivant le classement des équipes à l'issue de la saison régulière. Lors des quarts de finale, le premier affronte le huitième (rencontre A), le second affronte le septième (rencontre B), le troisième affronte le sixième (rencontre C) et le quatrième affronte le cinquième (rencontre D). Lors des demi-finales, le vainqueur de la rencontre A affronte le vainqueur de la rencontre D (rencontre E) et le vainqueur de la rencontre B affronte le vainqueur de la rencontre C (rencontre F). La finale oppose le vainqueur de la rencontre E au vainqueur de la rencontre F. Le vainqueur de cette finale est désigné champion de France de Jeep Élite.
Pour chaque tour, l'équipe jouant la rencontre à domicile est définie suivant le tableau ci-contre.
Cette édition des playoffs est la dernière où les quarts de finales se jouent au meilleur des trois matchs. En effet, à partir de la saison 2020-2021, ils se joueront, tout comme les demi-finales et la finale, au meilleur des cinq matchs.

## Équipes qualifiées

### Chronologie des qualifications
A l'issue de la 24e journée de saison régulière, aucune équipe ne s'est encore qualifiée pour les playoffs. Trois d'entre elles sont cependant proches de la qualification : Dijon avec 21 victoires, Monaco avec 20 victoires (et un match de retard) et Lyon-Villeurbanne avec 19 victoires (un match de retard également). Les trois leaders comptent respectivement 10, 9 et 8 victoires d'avance sur Le Mans, 9e du championnat. Dijon et Monaco peuvent ainsi se qualifier dès la 25e journée de championnat ; le tenant du titre, l'ASVEL, devra attendre au minimum la 26e journée.
De l'autre coté du tableau, Le Portel est le moins bien loti. Avec seulement 4 victoires à leur actif, les hommes de Christian Monschau comptent désormais 7 victoires de retard sur la qualification en playoffs, avec seulement 11 matchs encore à jouer.

### Classement de la saison régulière
| Rang | Équipe               | Bilan | Statut    | Date (et journée) d'obtention   | Date (et journée) d'obtention       | Date (et journée) d'obtention | Date (et journée) d'obtention |
| Rang | Équipe               | Bilan | Statut    | Qualification pour les playoffs | Avantage du terrain au premier tour | Première place                |                               |
| ---- | -------------------- | ----- | --------- | ------------------------------- | ----------------------------------- | ----------------------------- | ----------------------------- |
| 1    | Dijon L              | 21-3  | En course | -                               | -                                   | -                             |                               |
| 2    | Monaco F             | 20-3  | En course | -                               | -                                   | -                             |                               |
| 3    | Lyon-Villeurbanne T  | 19-4  | En course | -                               | -                                   | -                             |                               |
| 4    | Boulogne-Levallois   | 17-7  | En course | -                               | -                                   | -                             |                               |
| 5    | Bourg-en-Bresse      | 16-8  | En course | -                               | -                                   | -                             |                               |
| 6    | Cholet               | 14-10 | En course | -                               | -                                   | -                             |                               |
| 7    | Nanterre             | 13-11 | En course | -                               | -                                   | -                             |                               |
| 8    | Limoges              | 11-13 | En course | -                               | -                                   | -                             |                               |
| 9    | Le Mans              | 11-13 | En course | -                               | -                                   | -                             |                               |
| 10   | Chalon-sur-Saône     | 10-14 | En course | -                               | -                                   | -                             |                               |
| 11   | Strasbourg           | 9-14  | En course | -                               | -                                   | -                             |                               |
| 12   | Orléans              | 9-15  | En course | -                               | -                                   | -                             |                               |
| 13   | Pau-Lacq-Orthez      | 9-15  | En course | -                               | -                                   | -                             |                               |
| 14   | Châlons-Reims        | 9-15  | En course | -                               | -                                   | -                             |                               |
| 15   | Roanne               | 8-16  | En course | -                               | -                                   | -                             |                               |
| 16   | Gravelines-Dunkerque | 7-17  | En course | -                               | -                                   | -                             |                               |
| 17   | Boulazac             | 7-17  | En course | -                               | -                                   | -                             |                               |
| 18   | Le Portel            | 4-19  | En course | -                               | -                                   | -                             |                               |

| Légende :                                     |
| - Qualifié pour les playoffs                  |
| - Éliminé de la course aux playoffs           |
| T : Tenant du titre                           |
| F : Finaliste de Jeep Élite 2018-2019         |
| L : Vainqueur de la Leaders Cup 2020          |
| C : Vainqueur de la Coupe de France 2019-2020 |
| Source classement : lnb.fr                    |

## Tableau et programme
|  | Quarts de finale | Quarts de finale | Quarts de finale | Quarts de finale | Quarts de finale |  |  | Demi-finales | Demi-finales | Demi-finales | Demi-finales | Demi-finales | Demi-finales | Demi-finales |  |  | Finale | Finale | Finale | Finale | Finale | Finale | Finale |
|  |                  |                  |                  |                  |                  |  |  |              |              |              |              |              |              |              |  |  |        |        |        |        |        |        |        |
|  | 1                |                  |                  |                  |                  |  |  |              |              |              |              |              |              |              |  |  |        |        |        |        |        |        |        |
|  | 8                |                  |                  |                  |                  |  |  |              |              |              |              |              |              |              |  |  |        |        |        |        |        |        |        |
|  |                  |                  |                  |                  |                  |  |  |              |              |              |              |              |              |              |  |  |        |        |        |        |        |        |        |
|  |                  |                  |                  |                  |                  |  |  |              |              |              |              |              |              |              |  |  |        |        |        |        |        |        |        |
|  |                  |                  |                  |                  |                  |  |  |              |              |              |              |              |              |              |  |  |        |        |        |        |        |        |        |
|  | 4                |                  |                  |                  |                  |  |  |              |              |              |              |              |              |              |  |  |        |        |        |        |        |        |        |
|  |                  |                  |                  |                  |                  |  |  |              |              |              |              |              |              |              |  |  |        |        |        |        |        |        |        |
|  | 5                |                  |                  |                  |                  |  |  |              |              |              |              |              |              |              |  |  |        |        |        |        |        |        |        |
|  |                  |                  |                  |                  |                  |  |  |              |              |              |              |              |              |              |  |  |        |        |        |        |        |        |        |
|  |                  |                  |                  |                  |                  |  |  |              |              |              |              |              |              |              |  |  |        |        |        |        |        |        |        |
|  | 2                |                  |                  |                  |                  |  |  |              |              |              |              |              |              |              |  |  |        |        |        |        |        |        |        |
|  | 7                |                  |                  |                  |                  |  |  |              |              |              |              |              |              |              |  |  |        |        |        |        |        |        |        |
|  |                  |                  |                  |                  |                  |  |  |              |              |              |              |              |              |              |  |  |        |        |        |        |        |        |        |
|  |                  |                  |                  |                  |                  |  |  |              |              |              |              |              |              |              |  |  |        |        |        |        |        |        |        |
|  |                  |                  |                  |                  |                  |  |  |              |              |              |              |              |              |              |  |  |        |        |        |        |        |        |        |
|  | 3                |                  |                  |                  |                  |  |  |              |              |              |              |              |              |              |  |  |        |        |        |        |        |        |        |
|  |                  |                  |                  |                  |                  |  |  |              |              |              |              |              |              |              |  |  |        |        |        |        |        |        |        |
|  | 6                |                  |                  |                  |                  |  |  |              |              |              |              |              |              |              |  |  |        |        |        |        |        |        |        |

| Mai - juin 2020  | Mai - juin 2020  | 13 | 14 | 15 | 16 | 17 | 18 | 19 | 20 | 21 | 22 | 23 | 24 | 25 | 26 | 27 | 28 | 29 | 30 | 31 | 1er | 2 | 3 | 4 | 5 | 6 | 7 | 8 | 9 | 10 | 11 | 12 |
| ---------------- | ---------------- | -- | -- | -- | -- | -- | -- | -- | -- | -- | -- | -- | -- | -- | -- | -- | -- | -- | -- | -- | --- | - | - | - | - | - | - | - | - | -- | -- | -- |
| Quarts de finale | Quarts de finale | 4  |    | 4  |    | 4  |    |    |    |    |    |    |    |    |    |    |    |    |    |    |     |   |   |   |   |   |   |   |   |    |    |    |
| Demi-finales     | Demi-finales     |    |    |    |    |    |    |    | 1  | 1  | 1  | 1  |    | 1  | 1  | 1  | 1  | 1  | 1  |    |     |   |   |   |   |   |   |   |   |    |    |    |
| Finale           | Finale           |    |    |    |    |    |    |    |    |    |    |    |    |    |    |    |    |    |    |    |     | 1 |   | 1 |   |   | 1 |   | 1 |    |    | 1  |

- Nombre de matchs disputés par journée

## Quarts de finale

### Rencontre A
| 13 mai 2020 |  | 1er de la saison régulière | vs. | 8e de la saison régulière |  | Salle du 1er de la saison régulière |

| 15 mai 2020 |  | 8e de la saison régulière | vs. | 1er de la saison régulière |  | Salle du 8e de la saison régulière |

| 17 mai 2020 (si nécessaire) |  | 1er de la saison régulière | vs. | 8e de la saison régulière |  | Salle du 1er de la saison régulière |

| 1er de la saison régulière | 1er de la saison régulière | Catégorie                   | 8e de la saison régulière | 8e de la saison régulière |
| -------------------------- | -------------------------- | --------------------------- | ------------------------- | ------------------------- |
|                            |                            | Points (moy. par match)     |                           |                           |
|                            |                            | Rebonds (moy. par match)    |                           |                           |
|                            |                            | Passes (moy. par match)     |                           |                           |
|                            |                            | Évaluation (moy. par match) |                           |                           |

| Match | Joueur | Équipe | Évaluation | Points | Rebonds | Passes |
| ----- | ------ | ------ | ---------- | ------ | ------- | ------ |
| 1     |        |        |            |        |         |        |
| 2     |        |        |            |        |         |        |
| 3     |        |        |            |        |         |        |

### Rencontre B
| 13 mai 2020 |  | 2e de la saison régulière | vs. | 7e de la saison régulière |  | Salle du 2e de la saison régulière |

| 15 mai 2020 |  | 7e de la saison régulière | vs. | 2e de la saison régulière |  | Salle du 7e de la saison régulière |

| 17 mai 2020 (si nécessaire) |  | 2e de la saison régulière | vs. | 7e de la saison régulière |  | Salle du 2e de la saison régulière |

| 2e de la saison régulière | 2e de la saison régulière | Catégorie                   | 7e de la saison régulière | 7e de la saison régulière |
| ------------------------- | ------------------------- | --------------------------- | ------------------------- | ------------------------- |
|                           |                           | Points (moy. par match)     |                           |                           |
|                           |                           | Rebonds (moy. par match)    |                           |                           |
|                           |                           | Passes (moy. par match)     |                           |                           |
|                           |                           | Évaluation (moy. par match) |                           |                           |

| Match | Joueur | Équipe | Évaluation | Points | Rebonds | Passes |
| ----- | ------ | ------ | ---------- | ------ | ------- | ------ |
| 1     |        |        |            |        |         |        |
| 2     |        |        |            |        |         |        |
| 3     |        |        |            |        |         |        |

### Rencontre C
| 13 mai 2020 |  | 3e de la saison régulière | vs. | 6e de la saison régulière |  | Salle du 3e de la saison régulière |

| 15 mai 2020 |  | 6e de la saison régulière | vs. | 3e de la saison régulière |  | Salle du 6e de la saison régulière |

| 17 mai 2020 (si nécessaire) |  | 3e de la saison régulière | vs. | 6e de la saison régulière |  | Salle du 3e de la saison régulière |

| 3e de la saison régulière | 3e de la saison régulière | Catégorie                   | 6e de la saison régulière | 6e de la saison régulière |
| ------------------------- | ------------------------- | --------------------------- | ------------------------- | ------------------------- |
|                           |                           | Points (moy. par match)     |                           |                           |
|                           |                           | Rebonds (moy. par match)    |                           |                           |
|                           |                           | Passes (moy. par match)     |                           |                           |
|                           |                           | Évaluation (moy. par match) |                           |                           |

| Match | Joueur | Équipe | Évaluation | Points | Rebonds | Passes |
| ----- | ------ | ------ | ---------- | ------ | ------- | ------ |
| 1     |        |        |            |        |         |        |
| 2     |        |        |            |        |         |        |
| 3     |        |        |            |        |         |        |

### Rencontre D
| 13 mai 2020 |  | 4e de la saison régulière | vs. | 5e de la saison régulière |  | Salle du 4e de la saison régulière |

| 15 mai 2020 |  | 5e de la saison régulière | vs. | 4e de la saison régulière |  | Salle du 5e de la saison régulière |

| 17 mai 2020 (si nécessaire) |  | 4e de la saison régulière | vs. | 5e de la saison régulière |  | Salle du 4e de la saison régulière |

| 4e de la saison régulière | 4e de la saison régulière | Catégorie                   | 5e de la saison régulière | 5e de la saison régulière |
| ------------------------- | ------------------------- | --------------------------- | ------------------------- | ------------------------- |
|                           |                           | Points (moy. par match)     |                           |                           |
|                           |                           | Rebonds (moy. par match)    |                           |                           |
|                           |                           | Passes (moy. par match)     |                           |                           |
|                           |                           | Évaluation (moy. par match) |                           |                           |

| Match | Joueur | Équipe | Évaluation | Points | Rebonds | Passes |
| ----- | ------ | ------ | ---------- | ------ | ------- | ------ |
| 1     |        |        |            |        |         |        |
| 2     |        |        |            |        |         |        |
| 3     |        |        |            |        |         |        |

## Statistiques

### Leaders individuels
| Catégorie                     | Joueur | Équipe | Moyenne | Joués |
| ----------------------------- | ------ | ------ | ------- | ----- |
| Évaluation par match          |        |        |         |       |
| Points par match              |        |        |         |       |
| Rebonds par match             |        |        |         |       |
| Rebonds défensifs par match   |        |        |         |       |
| Rebonds offensifs par match   |        |        |         |       |
| Passes décisives par match    |        |        |         |       |
| Interceptions par match       |        |        |         |       |
| Balles perdues par match      |        |        |         |       |
| Contres par match             |        |        |         |       |
| Fautes par match              |        |        |         |       |
| Fautes provoquées par match   |        |        |         |       |
| Dunks par match               |        |        |         |       |
| Pourcentage aux tirs          |        |        |         |       |
| Pourcentage aux lancer-francs |        |        |         |       |
| Pourcentage à 2 points        |        |        |         |       |
| Pourcentage à 3 points        |        |        |         |       |

### Records individuels
| Catégorie                   | Joueur | Équipe | Statistique | Match |
| --------------------------- | ------ | ------ | ----------- | ----- |
| Points marqués              |        |        |             |       |
| Tirs marqués                |        |        |             |       |
| Tirs à trois points marqués |        |        |             |       |
| Lancers francs marqués      |        |        |             |       |
| Rebonds                     |        |        |             |       |
| Rebonds offensifs           |        |        |             |       |
| Rebonds défensifs           |        |        |             |       |
| Passes décisives            |        |        |             |       |
| Interceptions               |        |        |             |       |
| Contres                     |        |        |             |       |
| Balles perdues              |        |        |             |       |
| Évaluation                  |        |        |             |       |

### Meilleur joueur à l'évaluation par tour
| Tour          | Joueur | Équipe | Matchs joués | Évaluation | Points | Rebonds | Passes |
| ------------- | ------ | ------ | ------------ | ---------- | ------ | ------- | ------ |
| 1/4 de finale |        |        |              |            |        |         |        |
| 1/2 finale    |        |        |              |            |        |         |        |
| Finale        |        |        |              |            |        |         |        |